# Liste des noms désignant le cannabis

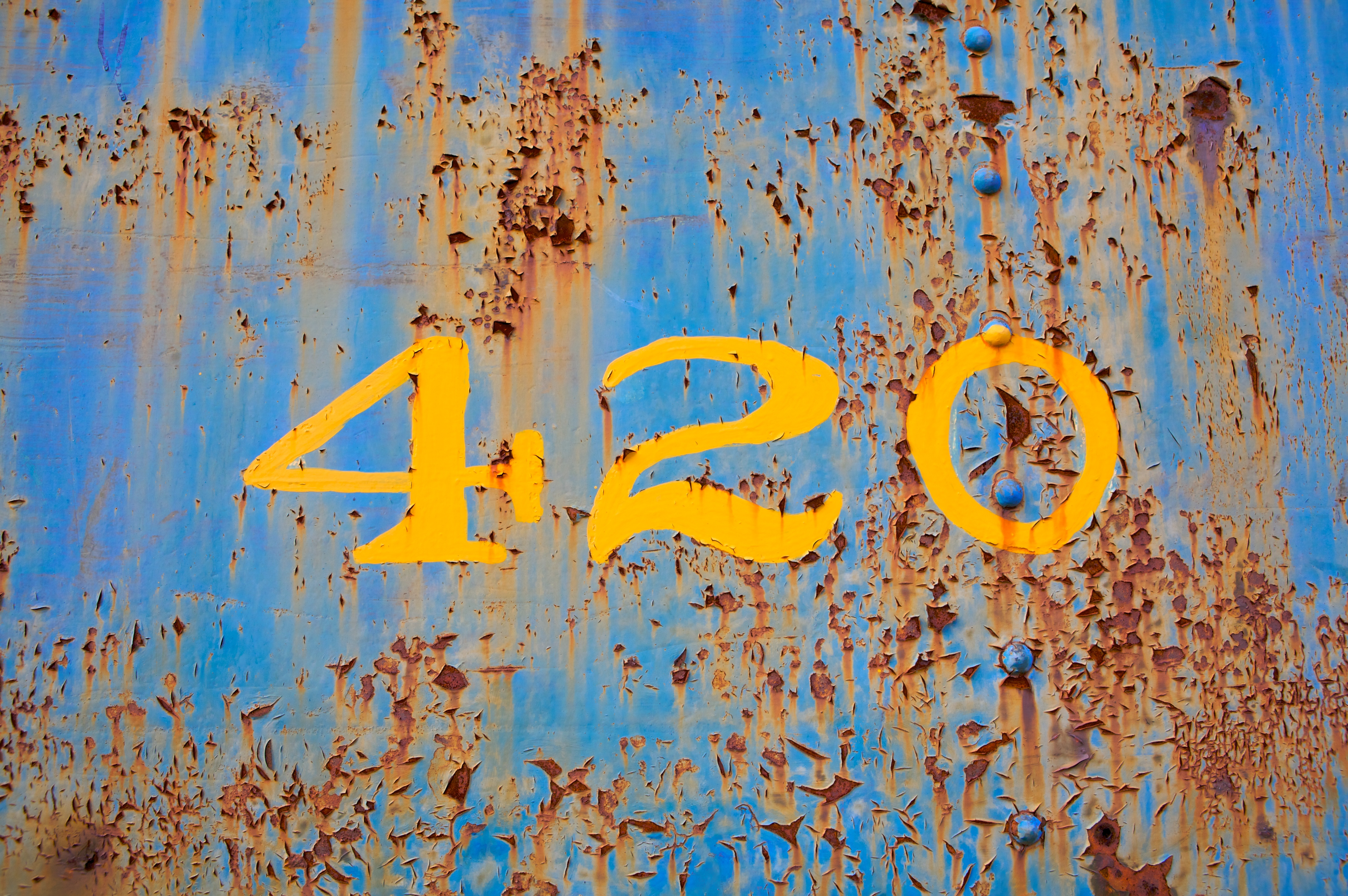
420, un nom de code pour le cannabis, écrit dans un train du New Jersey

Le cannabis a plusieurs noms différents, que ce soit en français ou dans d'autres langues. En anglais, il existe plus de 1 200 termes de jargon pour le désigner. 

## Noms latins et scientifiques
Le « cannabis » est le nom latin et scientifique de toute la plante chanvre, légalement connu sous le nom de « marijuana » dans plusieurs juridictions,. Les noms des trois espèces reconnues sont :
- Cannabis indica[4]
- Cannabis ruderalis[4]
- Cannabis sativa[4]

## Liste des noms différents

### Argot français
- Beuh[5]
- Caillou
- Charbon
- Chichon[6]
- Dope
- Ganja[6]
- Gazon
- Haschich
- Herbe[6]
- Herbe magique
- Kaya
- Kif[6]
- Kush
- Marie-Jeanne[7]
- Marijuana
- Matos
- Paka
- Pistache
- Pot
- Sable
- Shit[6]
- Skunk
- Taga[6]
- Terre
- Teush[6]
- Washmeuh[8]
- Weed[6]
- Zamal
- Zatla (en algérien)
- Zaza
- Za (diminutif de zaza)
- Zouba

### Noms pour désigner une cigarette au cannabis
- Un bambou
- Un bambze
- Un bangu
- Un bâton de joie[9]
- Une batte
- Un bédo
- Un bédodo
- Un blunt
- Un boze
- Un buzz
- Un bzoulouf
- Un bignou
- Un calumet de la paix
- Un cône
- Un couenné
- Un deux-feuilles
- Un diamba
- Un doro
- Un doubi
- Un dragon
- Une fusée
- Un J
- Un joint
- Un kamas
- Un kick
- Une mèche
- Un pétard
- Un pét'
- Un pétou
- Un pilon
- Un pilestre
- Un porro
- Un rnef
- Un oinj'
- Un royal
- Un spliff
- Un stick
- Un tamien
- Un tarpé
- Une tige
- Un teh
- Une tulipe
- Un zdeh
- Un ziggy

### Traduction
- (en) Cet article est partiellement ou en totalité issu de l’article de Wikipédia en anglais intitulé « List of names for cannabis » (voir la liste des auteurs).